# Cinachyrella albabidens
Cinachyrella albabidens är en svampdjursart som först beskrevs av Lendenfeld 1907.  Cinachyrella albabidens ingår i släktet Cinachyrella och familjen Tetillidae.
Artens utbredningsområde är havet kring Tonga. Inga underarter finns listade i Catalogue of Life.